# Хусеин-паша Ћуприлић
Хусеин-паша Ћуприлић (Козлук, 1644 — Силиври, 1702), познат под надимком Мудри, био је велики везир Османског царства од 1697. до 1702. године, током владавине Мустафе II. Био је велики везир приликом потписивања Карловачког мира (1699).

## Биографија
Рођен је 1644. године. Био је синовац Мехмеда-паше Ћуприлића (1656—1661), оснивача породице Ћуприлић и рођак Фазил Ахмеда-паше (1661—1676) и Фазил Мустафе-паше (1689—1693). Један је од великих везира из тзв. "ере Ћуприлића". Отац му је био Хасан, млађи брат Мехмеда-паше Ћуприлића. На великовезирски престо дошао је током владавине султана Мустафе II (1695—1703), на крају Великог бечког рата. Захваљујући способности великог везира, Турци су одбацили Аустријанце преко Саве, а турска флота постала је у Црно море и на Медитеран. Напори европске дипломатије довели су до преговора између Турске и Аустрије који су завршени Карловачким миром. Ово је први неповољан мир на које је Османско царство било приморано. Оно се одрекло великог дела територија у Европи. Следеће године Царство је склопило мир и са Русијом (Петар Велики) у Цариграду. Хусеин-паша Ћуприлић се потом посветио гушењу револуција у Арабији, Египту, Криму. Смањио је број јаничара. Сузбијао је номадски начин живота, насељавајући номаде у Анадолији и на Кипру. Смањио је порезе на сапун, вино, дуван, кафу. Укинуо је порез сељацима који су се враћали на своја имања, и за трговце који су покушавали да покрену посао. Абдицирао је 1702. године, након сукоба са шејх-ул-исламом, Фејзулах ефендијом. Умро је убрзо исте године. 